# Pseudologia
Pseudologia (inaczej pseudologia fantastica, mitomania, kłamstwo patologiczne, zespół Delbrücka, łac. mitomania, ang. pathological lying) – zaburzenie psychiczne objawiające się patologiczną skłonnością do opowiadania kłamstw najczęściej pod postacią zmyślonych opowiadań przedstawiających opowiadającego w korzystnym świetle. 
Za typowe dla mitomanii uznaje się, że motywacja do tworzenia kłamstw jest wewnętrzna: może nią być pragnienie zwrócenia na siebie uwagi, bycia podziwianym, podwyższenia swojego znaczenia, zaprezentowania się jako osoba o szczególnych zdolnościach, osiągnięciach lub znajomościach. Przyjmuje się, że motywacje te związane są z dysfunkcjonalnymi mechanizmami psychologicznymi zakorzenionymi w osobowości mitomanów. Skłonność mitomanów do zmyślania najczęściej obecna jest całymi latami, a ich opowieści zwykle są złożone i rozbudowane. W mitomanii kłamstwa nie mają charakteru urojeniowego – mitoman zdaje sobie sprawę z tego, że kłamie, choć trudno mu się powstrzymać przed opowiadaniem kłamstw. Skonfrontowany z zarzutem mówienia nieprawdy może brnąć głębiej w wymyślanie kłamliwych usprawiedliwień lub niechętnie przyznać się do kłamstwa. 
Typowo kłamstwa mitomanów nie są całkowicie nieprawdopodobne ani absurdalne. Początkowo osoby niezaznajomione z mitomanem mogą odbierać jego zmyślone opowieści jako prawdziwe, lecz w miarę wysłuchiwania kolejnych niezwykłych historii mogą reagować coraz większym powątpiewaniem i dystansem wobec mitomana. Choć może doprowadzić to do utraty zaufania otoczenia, ostracyzmu wobec mitomana, a nawet komplikacji w jego życiu osobistym i zawodowym, zwykle jego wewnętrzne potrzeby nie pozwalają mu zrezygnować z kłamstw. O ile u małych dzieci skłonności do zmyślania historii o podobnych cechach mogą się przejściowo pojawiać i są zjawiskiem naturalnym związanym z chęcią przeżywania baśniowych przygód, o tyle u młodzieży i dorosłych tendencja do patologicznego kłamania mogą być skutkiem dysfunkcji ośrodkowego układu nerwowego – według niektórych badaczy może dotyczyć nawet 40% mitomanów. Obserwuje się także współwystępowanie mitomanii z różnego rodzaju zaburzeniami osobowości. Mitomanię opisał jako pierwszy Anton Delbrück w 1891 roku.